# Drypetes wightii
Espèce
Synonymes
- Hemicyclia wightii Hook.f.[1]

Statut de conservation UICN

 VU B1+2c : Vulnérable
Drypetes wightii est une espèce de plantes à fleurs de la famille des Putranjivaceae.

## Publication originale
- Das Pflanzenreich 147,15(Heft 81): 273. 1922.